# Мондрагонская корпорация
Мондрагонская кооперативная корпорация — федерация кооперативов работников, базирующаяся в Испании. Создана в баскском городе Мондрагон в 1956 году. Её происхождение связано с деятельностью скромных технических колледжей и небольшой мастерской по производству парафиновых обогревателей.
В настоящее время она является седьмой по величине испанской компанией по выручке и ведущей бизнес-группой в Стране Басков. В конце 2008 года обеспечивала занятость для 92773 людей, работающих в 256 компаниях по четырём направлениям: финансы, промышленность, розничная торговля и знания. Мондрагонские кооперативы действуют в соответствии с дистрибутистской бизнес-моделью, основанной на примате интересов народа и суверенитета труда, которая сделала возможным создание очень сплочённых компаний, базирующихся на солидарности с сильным социальным аспектом. Кооперативы являются собственностью рабочих-собственников, и власть основывается на принципе «один человек — один голос».

## История
Определяющим фактором в создании кооперативов, которые в настоящее время составляют Мондрагонскую корпорацию, стало прибытие в 1941 году молодого священника Хосе Марии Арисмендиарриета в Мондрагон, город с населением в 7000 человек, который страдал от болезненных последствий гражданской войны в Испании: нищеты, голода, заброшенности и напряженности. Он решил сделать всё от него зависящее, чтобы способствовать взаимопомощи и придумал, как создать рабочие места, основанные на солидарности.
Одарённый необычной смесью идеализма и прагматизма, он в 1943 году основал технический колледж, который был открыт для всех, и который впоследствии стал инкубатором для менеджеров, инженеров и квалифицированных рабочих для местных компаний и, прежде всего, для кооперативов.
Перед основанием первого кооператива, Аризмендиарриета провел несколько лет, обучая молодых людей форме гуманизма, с христианскими корнями, основанной на солидарности и соучастии, а также осознании важности получения необходимых технических знаний. В 1955 году он отобрал пять из группы молодых людей (Луиса Усаторрэ, Хесуса Ларраньяга, Альфонса Горроньогоития, Хосэ Мария Ормаэчея и Хавьера Ортубаи), которые работали в компании Юнион Серахера, чтобы создать Тайерэс Улгор (Улгор — акростих от их фамилий) — сегодня это Фагор Электродомэстикос — новаторскую компанию, базирующуюся на этом опыте солидарности и являющуюся промышленным эмбрионом корпорации.
Для первых пятнадцати лет был характерен огромный динамизм. Это было время, когда, пользуясь автаркией рынка и пробуждением экономики Испании, были созданы многие кооперативы. За эти годы, также по настоянию Дона Хосе Марии, были созданы два образования, которые должны были сыграть ключевую роль в развитии мондрагонской корпорации — Каха Лаборал (1959) и орган социального обеспечения — Лагун Аро (1966). Также была создана первая местная группа, Уларко, эмбрион промышленной кооперативной ассоциации, которая была так важна в истории корпорации. В 1969 году Эроски была создана в результате слияния девяти небольших местных потребительских кооперативов, осознавших необходимость объединения своих сил, чтобы быть конкурентоспособными.
В течение следующих 20 лет, с 1970 по 1990 год, продолжался динамизм с сильным ростом оборота, запуском новых кооперативов, продвигаемых Business Division «Каха Лаборал», продвижением идей кооперативизма с формированием местных групп и созданием научно-исследовательского центра «Ikerlan» в 1974 году.
С большими изменениями на горизонте, такими как вступление Испании в Европейское Экономическое Сообщество, запланированное на 1986, было принято решение сделать важный шаг в организационной области, путём создания в 1984 году мондрагонской кооперативной группы, предшественницы нынешней корпорации. Повышение качества подготовки руководителей было также укреплено за счет создания Оталоры, которая должна была посвятить себя подготовке и распространению кооперативизма. На конец 1990 года группа имела 23130 работников.
На международной арене, цель заключалась в том, чтобы реагировать на растущую глобализацию, сильно наращивая экспансию за рубежом путём создания производственных предприятий в ряде стран. За Копрэси, первым таким заводом в Мексике, в 1990 году последовали многие другие дойдя в сумме до 73 к концу 2008 года. Это стало частью стратегии, направленной на: повышение конкурентоспособности и увеличения доли на рынке, путём переноски производства компонентов ближе к заводам важных клиентов, особенно в автомобильной промышлености и секторе бытовой техники, а также укрепление занятости в Стране Басков, путём поощрения экспорта продукции,
производимой кооперативами.
В октябре 2009 года профсоюз Объединённых Сталеваров объявил о заключении соглашения с Мондрагонской корпорацией для создания рабочих кооперативов в США.
В 2012 году промышленный размах, который к концу года установил новый рекорд по международным продажам — 4 млрд. €, победил цифры продаж до кризиса. Мондрагон укрепил своё присутствие за рубежом, открыв 11 новых производственных филиалов. Его международные продажи составили 69 % (с 26 % увеличением с 2009 по 2012), занятость за рубежом составила 14000 человек. Увеличение доли Мондрагон в рынке БРИК (Бразилия, Россия, Индия и Китай) было также особенно показательно, около 20 % больше по сравнению с предыдущим годом.
16 октября 2013 года, Fagor подал заявление о банкротстве в соответствии с испанским законодательством, с тем, чтобы пересмотреть 1,1 млрд. € долга, понеся большие потери во время европейского кризиса и, как следствие, плохого управления финансами, поставившего под угрозу увольнения 5600 сотрудников. За этим последовали банкротства всей группы Fagor 6 ноября 2013 года.

## Бизнес-культура
Узы, связывающие мондрагонские кооперативы являются сильными, поскольку эти связи исходят из гуманистической концепции бизнеса, переплетены между собой философией соучастия и солидарности, а также общей деловой культурой, основанной на ряде основополагающих принципов: общей миссии и принятии набора корпоративных ценностей и общей политики делового характера.
За прошедшие годы эти связи были воплощены в ряде операционных правил, утверждённых по мажоритарной системе на кооперативных съездах, которые регулируют деятельность руководящих органов корпорации (Постоянного комитета, Генерального совета), низовых кооперативов и отделений, которым они принадлежат, с организационной, институциональной и экономической точек зрения, а также и по объёму активов.
Вся рамка деловой культуры составлена на основе общей культуры, базирующейся на 10 основных кооперативных принципах, глубоко укоренившихся в Мондрагоне: открытом доступе, демократической организации, суверенитете труда, инструментальном и подчинённом характере капитала, участии в управлении, солидарности в оплате, многостороннем сотрудничестве, социальных преобразованиях, универсальности и образовании.
Эта вдохновляющая философия дополнена введением четырёх корпоративных ценностей: сотрудничества, действия в качестве собственников и работников; участия, которое принимает форму вовлечённости в руководство; социальной ответственности, путём распределения богатства, основываясь на солидарности, и инновациям, уделяя особое внимание постоянному обновлению во всех областях.
Эта бизнес-культура выражается в соблюдении ряда основных целей (ориентации на клиента, развитии, инновации, экономичности, сотрудничестве людей и их участии в сообществе) и общей политике, утверждённой кооперативным конгрессом, которая принимается к исполнению на всех организационных уровнях корпорации и включенной в четырёхлетние стратегические планы и годовые бизнес-планы отдельных кооперативов, отделов и корпорации в целом.

### Регулирование заработной платы
В Мондрагонской корпорации есть согласованные соотношения заработной платы рабочих-собственников, между теми, кто работают на руководящей должности, и теми, кто работают в поле или на заводе и зарабатывают (в теории) минимальную зарплату. Эти соотношения в различных кооперативах лежат в диапазоне от 3:1 до 9:1, а в среднем 5:1. То есть, генеральный директор среднего мондрагонского кооператива зарабатывает 5 раз больше теоретической минимальной зарплаты в своем кооперативе. Это соотношение в действительности меньше, так как в мондрагонской корпорации мало рабочих-собственников, которые зарабатывают минимальную заработную плату; их работа, будучи несколько специализированной, классифицируется более высоким уровнем зарплаты.
Хотя коэффициент для каждого кооператива колеблется, это работники-владельцы этого кооператива решают путём демократического голосования, какими эти соотношения должны быть. Таким образом, если Генеральный директор кооператива имеет соотношение 9:1, то это потому, что его работники-владельцы решили, что это справедливое соотношение.
В целом заработная плата в мондрагонской корпорации, по сравнению с аналогичными должностями в местной промышленности, равняется 30 % или менее на уровне управления и эквивалентна для руководителей среднего звена, технического и профессионального уровней. В результате, мондрагонские работники-владельцы на более низких уровнях зарабатывают в среднем на 13 % выше, чем работники аналогичных предприятий. Кроме того, реальное соотношение ещё меньше поскольку в Испании прогрессивное налогообложение, так что те у кого более высокая зарплата платят более высокие налоги.

## Сферы деятельности
Компании корпорации работают в четырёх различных областях: финансах, промышленности, розничной торговле и знаниях. И последняя из них (знания) это то, что выделяет мондрагонскую корпорацию как бизнес-группу. В цифрах: в 2008 году корпорация объявила, что общий оборот равен 16,8 млрд евро, из которых 6,5 млрд соответствовали промышленности, 9 млрд розничной торговле и 1,2 млрд области финансов.

### Финансы
Эта область включает в себя банковский бизнес Каха Лаборал, страховую компанию Сегурос Лагун Аро и добровольный орган социального обеспечения Лагун Аро, который на конец 2008 года имел общие активы в 3,8 млрд евро. Доход полученный из этого фонда используются для выплат по пенсиям, потере кормильца и инвалидности, дополняющие те, что предлагаются испанской системой социального обеспечения.
Каха Лаборал, со своей стороны, завершил 2008 год с 14 миллиардов евро вкладов в год, и предоставил кредитов на сумму 16,6 млрд, в основном домашним хозяйствам, малым и средним предприятиям. Его обширный опыт работы с кооперативами корпорации позволил ему мелким и средним предприятиям оказывать услуги, характерные для крупных компаний.

### Промышленность
Эта область включает в себя деятельность значительной части компаний корпорации, занятых в производстве товаров народного потребления, товаров производственного назначения, промышленных компонентов, продуктов и систем для строительства и услуг для бизнеса.
В секторе товаров народного потребления, с общим объёмом продаж в 1,8 млрд евро, мондрагонская корпорация производит предметы домашнего обихода: холодильники, стиральные машины, плиты, посудомоечные машины и бойлеры под брендами Фагор, Брандт, Мастеркук, и удерживает лидерские позиции в Испании и Франции и разделяет лидерство в Польше и Марокко. Она также предлагает широкий ассортимент офисной и домашней мебели. В сфере отдыха и спорта она производит велосипеды Орбеа, тренажеры и принадлежности для кемпинга, сада и пляжа.
В товарах производственного назначения мондрагонская корпорация имела оборот в 1,16 млрд евро в 2008 году и является ведущим испанским производителем металлорежущих станков (Данобат группа) и станков по обработке листовой стали (Фагор группа). Это оборудование предназначено для автомобильной промышленности, производства бытовой техники, металлургии, железнодорожного и авиационного сектора.
Эти машины дополняются продуктами автоматизации и управления для станков, упаковочными машинами, оборудованием для автоматизации процессов сборки и переработки древесины, вилочными погрузчиками, электрическими трансформаторами, комплексным оборудованием для пищевой промышленности, холодильными камерами и холодильным оборудованием. Особо фокусируясь на автомобильном секторе, корпорация также производит широкий ассортимент штампов, пресс-форм и оснастки для литья железа и алюминия, а также занимает ведущие позиции в машинах для литья.
В промышленных компонентах, мондрагонская корпорация имела оборот 2 млрд евро в 2008 году. В этом секторе она функционирует в качестве комплексного поставщика для ведущих производителей автомобилей, предлагая от услуг проектирования и разработки до поставки компонентов и узлов. Она имеет различные подразделения по производству тормозов, осей, подвесок, трансмиссий, двигателей, алюминиевых дисков, жидкости проводимости и других внутренних и внешних компонентов автомобиля.
Она также производит компоненты для основных производителей бытовой техники в трёх областях: электробытовые приборы, предметы домашнего комфорта и электроника. И, кроме того, производит фланцы и аксессуары для труб, предназначенных для переработки нефти и газа, нефтехимических производств и производства электроэнергии, медные и алюминиевые электрические проводники и комплектующие для конвейеров.
В строительстве продажи составили 1,26 млрд евро в 2008 году. Это сектор, в котором мондрагонская корпорация принимала участие и продолжает принимать участие в строительстве символичных зданий и важных инфраструктурных проектов, как на родине, так и за рубежом. В этой связи она проектирует и строит большие конструкции из металла, ламинированной древесины и железобетона; поставляет готовые части из полимербетона; предлагает решения для опалубки и сооружений (УЛМА группа), а также технику для общественных служб и индустриализации процесса строительства, включая инженерные и монтажные услуги. Она также производит лифты и вертикальные транспортные системы (ОРОНА группа), с применением современных технологий в технике безопасности, энергосбережения и рационального использования пространства.
Наконец, в бизнес услугах продажи составили 248 млн евро в 2008 году, в широкой области, которая включает в себя управленческий, архитектурно-строительный, недвижимости и дизайн-инновационный консалтинг (ЛКС группа), системотехнику для электромеханических установок комплексной логистики. Она также предлагает услуги по современным языкам, производит учебное оборудование и очень динамична в секторе художественной графики (МккГрафикс).
Существует сильный международный аспект промышленной деятельности мондрагонской корпорации, о чём свидетельствует то, что в 2008 году 58,2 % от общего оборота поступили от международных продаж. Продажи в результате экспорта продукции за рубеж и продукции, производимой в 73 филиалах, расположенных в 16 различных странах: Китай (13), Франция (9), Польша (8), Чехия (7), Мексика (7), Бразилия (5), Германия (4), Италия (4), Англия (3), Румыния (3), США (2), Турция (2), Португалия (2), Словакия (2), Таиланд (1) и Марокко (1).
В целом, в 2008 году эти 73 завода произвели товаров на сумму 1,5 млрд евро (23 % объёма продаж промышленной продукции), и предоставили работу 13759 человек (34 % всех занятых в промышленности). Следует обратить особое внимание на корпоративный промышленный парк, разработанный корпорацией в Куньшань, недалеко от Шанхая, в котором в настоящее время размещается семь дочерних компаний.
В 2012 году открылись 11 новых филиалов за рубежом, на которые работают около 14 000 человек. Международные продажи в этом году достигли рекордного количества — 69 % от общего объёма продаж (€ 5,8 млрд, на 2 % меньше в сравнении с предыдущим годом). «Мондрагон» также принял участие в 91 международном R&D проекте.

### Розничная торговля
Под руководством Эроски, это одна из ведущих розничных групп в Испании, оприходован оборот в 9 млрд евро в 2008 году. Она работает по всей Испании и на юге Франции, и поддерживает тесные контакты с французской группой Мушкетеры и ведущей немецкой розничной группой Эдэка, с которыми она создала международное партнерство Алидис в 2002 году. Рабочие-собственники и члены потребители участвуют в управлении Эроски, причём обе группы, участвуют в кооперативных органах, принимающих решения.
В конце 2008 года Эроски действовала как обширная цепь более чем 2400 магазинов из 115 гипермаркетов Эроски, 1029 Эроски в местных центрах, городских супермаркетов Капрабо и Эроски, 274 туристических агентств Эроски, 53 автозаправочных станций, 44 спортивных магазинов, 300 парфюмерных магазинов, 6 магазинов досуга и культуры, 27 складов товаров. В дополнение к этой цепочке есть 567 самостоятельных точек франшизы. Кроме того, на юге Франции она имеет 4 гипермаркета, 16 супермаркетов и 17 автозаправочных станций, а также 4 парфюмерных магазина в Андорре.
На ассамблее, состоявшейся в 2008 году, её рабочие-собственники большинством голосов одобрили процесс расширения перехода на кооперативную основу группы в целом. Так что началась работа по переводу дочерних компаний группы в кооперативы, а также о переводе их наёмных работников в рабочих-собственников. Этот процесс будет осуществляться постепенно в течение следующих нескольких лет.
К розничной группе также относится продовольственная группа Эркоп, которая работает в общественном питании, уборке, животноводстве и садоводстве и имеет в качестве своего ведущего бренда Аузо Лагун, кооператив, который занимается общественным питанием, уборкой зданий и помещений, а также предлагает комплексные услуги в секторе здравоохранения.

### Знания
Эта область имеет двойную направленность: образование-обучение и инновации, которые оба были ключевыми элементами в развитии корпорации. Тренинг-образование в основном связан с мондрагонским университетом, рядом школ и центром кооперативного развития Оталора.
Мондрагонский университет является университетом кооперативным по своей природе, сочетая в себе развитие знаний, навыков и поддерживая тесные отношения с бизнесом, в особенности с кооперативами. Технологические инновации рассматриваются в рамках кооперации собственного НИОКР, работы 12 технологических корпоративных центров и инновационного парка Гарая. Исследования ведутся в области энергетики и устойчивого развития, здравоохранения и управления бизнесом. Со своей стороны, 12 технологических центров, с общей рабочей силой 748 человек и общим бюджетом в 50,7 млн евро в 2008 году продолжают играть основополагающую роль в развитии тех секторов, в которых они сосредоточили свою деятельность.

## Мнения
Ученые вроде Ричарда Д. Вольфа, американского профессора экономики, приветствовали множество мондрагонских предприятий, в том числе достойную зарплату, расширение прав и возможностей рядовых работников в процессе принятия решений, а также меру равенства для женщин-работниц, как большой успех и приводят корпорацию в качестве рабочей модели альтернативы капиталистического способа производства.
Лингвист и активист Ноам Хомский сказал, что в то время как корпорация предлагает альтернативу капитализму, она по-прежнему встроена в капиталистическую систему, что ограничивает выбор для «Mondragon»:
Возьмите самый передовой пример: «Mondragon». Её рабочий контроль, это не рабочее самоуправление, хотя руководство зачастую исходит от трудящихся, корпорация остается в рыночной системе, и она по-прежнему эксплуатирует рабочих в Южной Америке, делает вещи, которые в целом вредны для общества, и у неё нет выбора. Если вы находитесь в системе, где вы должны получать прибыль, чтобы выжить, вы вынуждены не замечать жуткие последствия для других.
Система «Mondragon» является одним из четырёх тематических исследований, проанализированных в книге «Capital and the Debt Trap», в которой кратко доказывается, что кооперативы, как правило, дольше и менее восприимчивы к соблазнам и другим проблемам организационного управления, чем традиционно управляемые организации.

### Рекомендуемая литература
- Spanish white goods company Fagor seeks protection from creditors Архивная копия от 24 сентября 2015 на Wayback Machine (October 2013)
- Thousands of Fagor employees demand in Mondragon town to keep their jobs (October 2013)
- White-goods giant Fagor goes into administration (October 2013)
- Cooperation for Economic Success. The Mondragon Case (2011) in Analyse & Kritik, 33 (1), 157—170 . Ramon Flecha & Iñaqui Santa Cruz.http://www.analyse-und-kritik.net/en/abstracts_current.php#562
- Making Mondragon: The Growth and Dynamics of the Worker Cooperative Complex (1991), William Whyte. ISBN 0-87546-182-4
- We Build the Road as We Travel: Mondragon, A Cooperative Social System, Roy Morrison. ISBN 0-86571-173-9
- The Mondragon Cooperative Experience (1993), J. Ormachea.
- Cooperation at Work: The Mondragon Experience (1983), K. Bradely & A. Gelb.
- Values at Work: Employees participation meets market pressure at Mondragon (1999), G. Cheney.
- Mondragon: An economic analysis (1982), C. Logan & H. Thomas.
- The Myth of Mondragon: Cooperatives, Politics, and Working-Class Life in a Basque Town (1996), by Sharryn Kasmir, State University of New York Press.
- From Mondragon to America: Experiments in Community Economic Development (1997), by G. MacLeod, University College of Cape Breton Press. ISBN 0-920336-53-1
- «Jobs of Our Own: Building a Stakeholder Society» (1999), by Race Mathews, Pluto Press (Australia) and Comerford & Miller (London). ISBN 1-86403-064-X. US reprint 2009, The Distributist Review Press. ISBN 978-0-9679707-9-0. ISBN 0-9679707-9-2.
- "Rag Radio: Carl Davidson on Mondragon and Workers' Cooperatives, " The Rag Blog, September 15, 2011 Interview by Thorne Dreyer (44:05)
- Articles about the Mondragon Corporation on The Rag Blog
- Галина Ракитская. Миф левых о Мондрагоне. Что мы хотели узнать в Мондрагоне // Альтернативы.